# Discoconchoecia elegans
Discoconchoecia elegans är en kräftdjursart som först beskrevs av Georg Ossian Sars 1866.  I den svenska databasen Dyntaxa används istället namnet Conchoecia elegans. Enligt Catalogue of Life ingår Discoconchoecia elegans i släktet Discoconchoecia och familjen Halocyprididae, men enligt Dyntaxa är tillhörigheten istället släktet Conchoecia och familjen Halocyprididae. Arten är reproducerande i Sverige. Inga underarter finns listade i Catalogue of Life.